# Ramon López de Mántaras i Badia
Ramon López de Mántaras i Badia   (Sant Vicenç de Castellet, 8 de maig de 1952) és un informàtic i físic català, professor emèrit d'investigació del Consell Superior d'Investigacions Científiques (CSIC) i pioner de la recerca en intel·ligència artificial a Espanya.

## Biografia
Fill de Ramon López de Mántaras García i Roser Badia Claret, va estudiar enginyeria tècnica en electrònica per la Universitat de Mondragón. Més endavant esdevingué doctor en Física per la Universitat Paul Sabatier de Tolosa de Llenguadoc, Master of Science en Informàtica per la Universitat de Califòrnia a Berkeley i Doctor en Informàtica per la Universitat Politècnica de Catalunya.
És professor d'Investigació emèrit del Consell Superior d'Investigacions Científiques (CSIC), fundador i ex-director de l'Institut d'Investigació en Intel·ligència Artificial i professor extern de la University of Technology Sydney i de la Western Sydney University. Actualment investiga en raonament basat en casos, en robots autònoms capaços d'aprendre experimentant amb el seu entorn físic. i aprenentatge per transferència i en intel·ligència artificial aplicada a la música.
El novembre de 2016 fou nomenat membre de la secció de Ciències i Tecnologia de l'Institut d'Estudis Catalans.

## Premis i reconeixements
Va rebre el Premi Ciutat de Barcelona d'Investigació l'any 1982. Altres guardons que ha rebut són: el Premi Robert S. Engelmore de l'Associació Americana d'Intel·ligència Artificial (2011); el Premio Nacional de Informática de la Sociedad Científica Informática d'Espanya (2012); l'EurAI Distinguished Service Award de l'Associació Europea d'Intel·ligència Artificial (EurAI, de l'anglès European Association of Artificial Intelligence) (2016); el Donald E. Walker Distinguished Service Award de IJCAI (International Joint Conferences on Artificial Intelligence) (2017), i el Premi Nacional Julio Rey Pastor del Ministerio de Ciencia, Innovación y Universidades (2018).